# Ganância

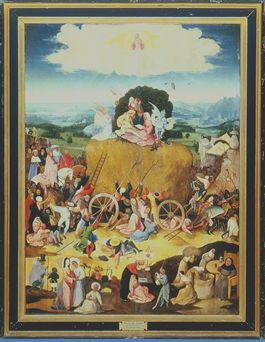
Um provérbio flamengo diz: "O mundo é um monte de feno - reúne todos quantos ele pode."

A ganância é um sentimento humano que se caracteriza pela vontade intensa e incontrolável de possuir tudo o que se admira para si próprio. Trata-se de um impulso desmedido que leva o indivíduo a desejar excessivamente bens materiais, poder ou qualquer forma de vantagem, independentemente das consequências para si ou para os outros. Na contemporaneidade, a ganância manifesta-se principalmente como um desejo exacerbado por dinheiro, riqueza e status social, embora também possa abranger poder político, influência e controle sobre outras pessoas.
Esse sentimento tem sido amplamente discutido ao longo da história da filosofia, religião e psicologia. Nas tradições religiosas, como o Cristianismo, o Budismo e o Islamismo, a ganância é vista como um vício ou pecado capital, frequentemente associada à destruição moral e espiritual do indivíduo. A Bíblia a retrata como um dos principais fatores que afastam o ser humano da virtude e da compaixão. Em muitas culturas, é representada como uma força corruptora que desequilibra o senso de justiça e ética.
A ganância pode levar à degradação de valores morais, fazendo com que seus praticantes recorram a meios ilícitos para alcançar seus objetivos. Isso inclui a corrupção, a manipulação de pessoas e situações, a prática de fraudes e até mesmo a violência extrema, como a eliminação de adversários ou obstáculos. Frequentemente, ela ultrapassa os limites da ambição, sendo confundida com esta. No entanto, enquanto a ambição pode estar ligada a objetivos legítimos e moderados de crescimento pessoal ou profissional, a ganância ignora limites éticos, priorizando unicamente o ganho próprio, mesmo em detrimento do bem comum.
Em termos psicológicos, a ganância pode ser interpretada como uma tentativa de suprir carências emocionais profundas, frequentemente associadas a sentimentos de insegurança, baixa autoestima ou medo da escassez. Em um contexto social mais amplo, ela pode estar enraizada em sistemas econômicos baseados no consumismo e na competição, nos quais o sucesso é medido pela acumulação de bens e prestígio.